# Водянович, Сергей Викторович
Серге́й Ви́кторович Водяно́вич (бел. Сяргей Віктаравіч Вадзяновіч; род. 2 мая 1995, Стайки, Брестская область) — белорусский футболист, полузащитник клуба «Ивацевичи».

## Клубная карьера
Воспитанник минского суворовского училища, с 2012 года выступает за дубль «Белшины». 11 июня 2014 года дебютировал в основной команде «бобруйчан», выйдя на замену на 70-й минуте в матче против «Гомеля» (1:2). В сезоне 2015 выступал в основном за дубль, в основной команде в чемпионате лишь три раза вышел на замену.
В феврале 2016 присоединился к брестскому «Динамо», с которым в марте подписал контракт. В июле того же года вернулся в «Белшину», где стал основным игроком, но не сумел спасти клуб от вылета в Первую лигу. В сезоне 2017 играл за бобруйской команду во втором дивизионе.
В январе 2018 года начинает готовиться к новому сезону с «Белшиной», но в феврале направился в пинскую «Волну», с которой вскоре подписал контракт. В марте 2019 года продлил соглашение с пинским клубом. Позднее стал играть на позиции защитника. В феврале 2020 года подписал новый двухгодичный контракт с «Волной». В декабре 2022 года покинул клуб.
В начале 2023 года футболист стал игроком «Ивацевичей».

## Международная карьера
В 2011—2012 годах выступал за юношескую сборную Белоруссии в квалификационных матчах чемпионата Европы.

## Статистика
| Сезон    | Дивизион | Клуб          | Страна        | Матчи | Голы |
| -------- | -------- | ------------- | ------------- | ----- | ---- |
| 2013     | дубль    | Белшина       | Флаг Беларуси | 20    | 3    |
| 2014     | Д1       | Белшина       | Флаг Беларуси | 8     | 0    |
| 2015     | Д1       | Белшина       | Флаг Беларуси | 3     | 0    |
| 2016 (1) | Д1       | Динамо-Брест  | Флаг Беларуси | 5     | 0    |
| 2016 (2) | Д1       | Белшина       | Флаг Беларуси | 14    | 0    |
| 2017     | Д2       | Белшина       | Флаг Беларуси | 19    | 0    |
| 2018     | Д2       | Волна (Пинск) | Флаг Беларуси | 23    | 2    |
| 2019     | Д2       | Волна (Пинск) | Флаг Беларуси | 22    | 0    |
| 2020     | Д2       | Волна (Пинск) | Флаг Беларуси | 24    | 0    |